# 血判状
血判状（けっぱんじょう）は、連判状の一種で、誓いの文章に署名し、その誓いの強固さの表れとして指の一部を切り自らの血液で捺印したもの。

## 概要
血判状には伝統に則った正式な作法があり、全国に3000社以上ある熊野神社の総本山である熊野本宮大社発行の「牛王宝印（ごおうほういん）」という誓紙を用いる。この紙は元々護符の役目を果たしていたが、いつからか血判状に用いられるようになっていった。この紙を用いた血判状の誓いを破った場合、熊野の守り神である八咫烏が一羽死に、誓いを破った本人も吐血して死に地獄に落ちるといわれている（誓紙にも88羽の八咫烏の文様で描かれた鴉文字（からすもじ）で「熊野山宝」と書かれている）
血判状の形式は、一揆を起こす際のある種の秘密保持契約、敢行する覚悟を示すための傘連判状にもよく用いられた。
江戸時代では、落語の「三枚起請」にもあるように、主に吉原の遊廓等で血判状が飛び交っていた。昔の風俗店ではある種の「一夫一婦制」が敷かれており、客が連日店に通っても違う女性を指名することは出来なかった。自然と男女の親密度も増し、加熱しすぎた男性客をなだめる為に遊女の側が血判状を発行し、客側を巧く操っていた。もっとも実際には一人の客のみに渡すわけも無く、遊女一人当たり数十枚の血判状を出すことが一般的な習慣だったという。
近代では、日本の太平洋戦争の敗戦によって本土から分離されアメリカの施政下にあった奄美群島において、祖国復帰運動の一環として、小中学生による血判状の作成が行われた事例がある。
香取神道流は、現在でも入門の際には血判状を作成していることで知られる。
文学、映画では親指を切り血判を押す描写が多いが、実際は薬指の爪の上の皮膚を軽く切り血を絞り出し親指に付けて押すもので痛みも少なく生活にも支障をきさないものである。

## 血判状を扱った作品
- 伊丹十三監督の映画『スーパーの女』の原作の安土敏『小説スーパーマーケット』[1]にて銀行員からスーパーへ転向した人物に対し、寝返りをしないように誓約するための血判状を作らされる記述がある。

## 血判状の例
- 傘連判状 - 円形に署名と血判を押すことで、団結を固めるとともに首謀者をわからなくした。こういった取り組みは、ヨーロッパでも行われ、ラウンドロビン（輪っかになったリボン）と呼ばれる。
- 起請文 - 神仏に契約を守ることを誓うときに血判を押す。坂本龍馬が高島流砲術の秘密を洩らさない契約を行った物などがある[2]。墨と混ぜたりした血を使って書いたものを血書（けっしょ）・血文（ちぶみ）という。
  - 菊池武重起請文 - 最古の血判起請文。延元3年(1338年)[3]

似たような例
- 血书（血書） - 中国で、深い恨み、決意を表明する時に血を使って書かれる。拷問の上で獄死した明の時代の政治家杨涟（中国語版）の『獄中血書』、大英図書館収蔵のBL, S.5451（906年に83才の男性が写経した書）、孔子が作ったとする『春秋』の解説書『春秋公羊伝』などに記述した様子が見られる。
- インドでは、インド首相ナレンドラ・モディへ「私刑を禁止する活動を行っている有名人」達を国家の危険人物だとして表彰の撤回を求める活動家の101通の書状[4]、中国との国境摩擦を憂う国防志願兵[5]が血で書状を書いている。